# ФК Гројтер Фирт
Гројтер Фирт немачки је фудбалски клуб из Фирта основан 1903. године.
Први пут су се пласирали у Бундеслигу у сезони 2012/13. када су били на 18. месту. Дана 23. маја 2021. су успели по други пут.

## Трофеји
- Првенство Немачке: 1914, 1926, 1929.
- 2. Бундеслига: 2011/12.